# 용익물권
용익물권은 사용가치를 지배하는 제한물권의 하나이다. 지상권, 지역권, 전세권 등을 포함한다. 

## 지상권
지상권(地上權)은 타인의 토지에서 건물 기타의 공작물이나 수목을 소유하기 위하여 그 토지를 사용하는 물권을 말한다(민법 제279조). 다시말해 타인의 소유권을 제한해서 토지를 일면적으로 지배하는 용익물권이다. 지상권은 토지소유자와 지상권자 사이의 설정계약(지상권의 설정을 목적으로 하는 물권적 합의)과 등기에 의하여 취득된다.
타인의 토지 또는 건물을 일정한 목적을 위하여 사용 ·수익할 수 있는 물권.
타인의 물건 위에 성립하는 권리이므로 타물권(他物權)이라고도 하며, 소유권의 권능을 일부 제한하는 권리이므로 담보물권과 함께 제한물권이라고도 하여 소유권과 대립된다. 그러나 용익물권은 사용 ·수익을 목적으로 사용가치를 지배하는 권리라는 점에서 교환가치의 지배를 목적으로 하는 담보물권과 다르다. 민법상의 용익물권은 지상권 ·지역권 ·전세권의 세 가지가 있다. 특별법상의 채석권(採石權) ·광업권 ·어업권·입어권(入漁權) 등도 성질상 이와 유사하다.
용익물권은 당사자간의 설정계약에 의하여 성립하는 것이 원칙이나, 상속 ·판결 ·경매 ·공용징수 ·취득시효 기타 법률의 규정에 의하여 지상권이 취득되는 경우가 있고, 관습법에 의하여 성립하는 경우도 있다. 소유권의 절대성이 강조되던 시대에는 용익물권은 약한 것이었으나, 소유권의 사회성이 강조되는 현대에 있어서는 소유권이 제한되는 반면, 이용권 확보를 위하여 제한물권이 현저히 강화되고 있다.

## 지역권
지역권(地役權)이란 타인의 토지(승역지)를 자기의 토지(요역지)의 편익에 이용하는 것을 내용으로 하는 물권을 말한다(민법 제291조). 이를테면 자기 토지의 편익을 위해 다른 사람의 토지를 통행하는 것과 다른 사람의 토지로부터 물을 끌어 오는 것 등이 이에 해당한다. 지역권에 의해 승역지 소유권은 제한되게 되어 일정한 이용행위를 하지 못하게 되거나 타인의 일정한 침해행위를 인용해야만 하게 된다.

## 전세권
전세권(傳貰權)이란 전세금을 지급하고 농경지 이외의 타인의 부동산을 점유하여 그 부동산의 용도에 좇아 사용·수익하는 용익물권으로, 그 부동산 전부에 대하여 후순위권리자 기타 채권자보다 전세금의 우선변제를 받을 수 있는 물권이다(민법 제303조). ( 전세권은 우리나라만의 특유한 제도로서 종래 가옥의 임차방법의 하나로서 관습상 인정되어 오던 전세제도를 물권화 한 것이다. 종래의 관습법상의 전세의 성질은 부동산 임대차와 금전 소비대차와의 혼합계약이라고 할 수 있는데 이러한 채권적 성질을 갖는 전세제도를 물권으로 규정한 것은 이용권을 강화하기 위한 것이다. ( 특히 1984년의 제6차 개정 민법에서는 건물전세권에 최단기간을 신설하고 묵시적 갱신제도를 규정하고 있다(민법 제312조). 그리고 종래에는 전세금의 반환을 위하여 전세권자에게 경매권만을 인정하였으나 현행 민법은 우선 변제권을 인정함으로써 전세권이 더욱 강화되었다(민법 제303조). 실제 거래에 있어서는 물권인 전세권보다 채권인 관습법의 전세제도가 더 많이 이용되고 있는데, 이는 경제적 강자인 부동산 소유자가 강력한 전세권보다 채권적 전세를 더 선호하기 때문이다. 이런 관계로 채권적 전세를 적절히 규율하여 국민의 주거생활의 안정을 기하기 위하여 제정된 법이 주택임대차보호법이다.

## 같이 보기
- 고전적 자유주의
- 지역권
- 지공주의
- 상호주의 (경제이론)
- 스쾃
- 횡령물회복소송
- 사용취득